# Víctor Sada
Víctor Sada, né le 8 mars 1984 à Badalone, en Espagne, est un joueur puis entraîneur espagnol de basket-ball. Il évolue au poste de meneur.

## Carrière
Formé au sein des équipes de jeunes du FC Barcelone, il évolue également avec l'équipe réserve en Liga Española de Baloncesto Amateur (EBA). Il fait ses premiers matchs avec l'équipe première du FC Barcelone lors de la saison 2003-2004 : il dispute 12 rencontres de Liga ACB pour une moyenne de 2,16 points, 1,75 rebond et 0,58 passe. Il dispute également quatre matchs d'Euroligue, compétition où il présente des statistiques de 3 points, 1,5 rebond, 0,75 passe. Barcelone termine sa saison européenne en Top 16, éliminé par Sienne. En Espagne, Barcelone remporte le championnat en battant l'Estudiantes Madrid par trois à deux. Lors des playoffs, Sada dispute une rencontre où il inscrit 2 points.
L'année suivante, il évolue de nouveau avec l'équipe B et l'équipe première. Avec celle-ci, son temps de jeu se réduit passant de plus 11 minutes à un peu plus de 8 minutes. Sa moyenne de points est de 1,57 points par matchs. Il dispute 13 matchs d'Euroligue avec un temps de jeu de 7 minutes 42 et des moyennes de 1,4 points, 1,1 rebond et 0,6 passe. Comme la saison précédente, la saison européenne s'achève en Top 16.
En 2005-2006, il ne dispute que 11 rencontres de Liga ACB - 2,6 points pour 9 minutes 2 et son temps de jeu se réduit également en Euroligue avec 5 minutes 43 en 9 rencontres et 0,8 point, 1,1 rebond et 0,4 passe.
Il rejoint alors le club de Akasvayu Girona. Cinquième de la phase régulière, ce dernier affronte Barcelone en quart de finale des playoffs et s'incline trois à un. Sada dispute désormais 19 minutes 2 par rencontres - il dispute 33 matchs - et inscrit 5,4 points, capte 2,96 rebonds et délivre 1,96 passe. Lors de sa seconde saison avec Girone, son temps de jeu progresse jusqu'à 27 minutes 3 et ses statistiques progressent : in inscrit 7,6 points, capte 4,6 rebonds et délivre 4,2 passes. Girone dispute de nouveau les playoffs, s'inclinant deux à un face la Joventut de Badalona : il inscrit 10,3 points, capte 4 rebonds et délivre 5 passes lors de ces playoffs. Girone dispute la coupe UELB, compétition où Sada dispute 17 rencontres, et présente des statistiques de 7,6 points, 5,4 rebonds, 4,8 passes en 26 minutes 26. Le club s'incline en finale de la compétition face à la Joventut sur le score de 79 à 54 avec 3 points, 3 rebonds, 5 passes en 34 minutes 48.

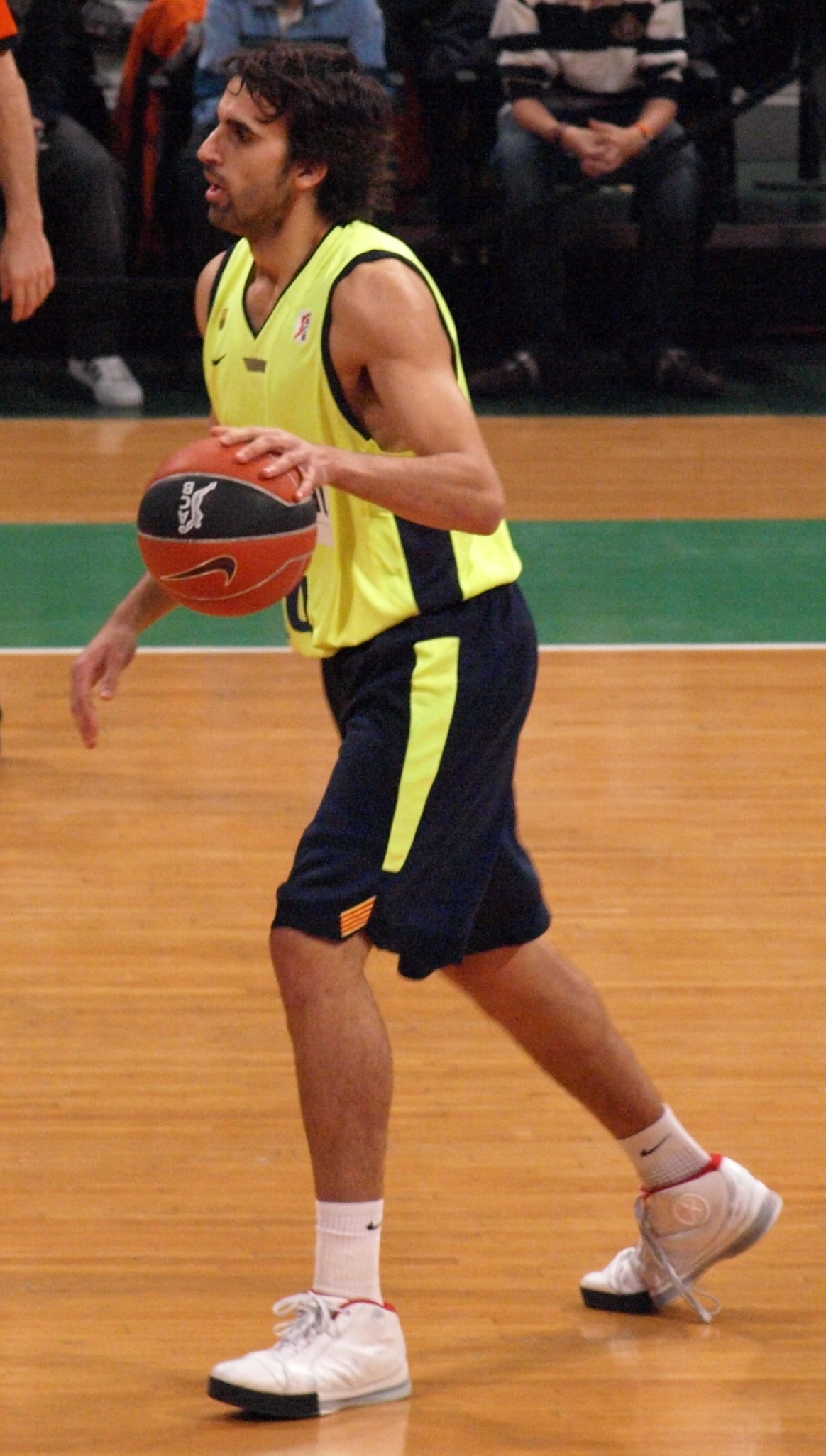
Victor Sada, en 2009 avec Barcelone

Après deux ans à Girone, il retrouve le FC Barcelone où il signe un contrat de quatre ans. Pour sa première saison à Barcelone après son retour, il obtient un temps de jeu de 20 minutes 7 et dispute 27 rencontres de la phase régulière en Liga ACB, dont 13 en tant que titulaire du cinq majeur. Il inscrit 4 points, capte 2,9 rebonds et délivre 3,3 passes. Il dispute également 9 matchs de playoffs - 3,9 points, 1,8 rebond, 2,1 passes en 18 minutes 45 - pour obtenir le titre de champion d'Espagne en l'emportant trois à un face au Saski Baskonia. Víctor Sada retrouve également l'Euroligue où il dispute 21 rencontres, dont 11 dans le cinq majeur, marque 2 points, capte 2,2 rebonds, délivre 2,7 passes en 16 minutes 40.
L'arrivée de Ricky Rubio au sein de Barcelone réduit son temps de jeu : il dispute 13 minutes 38 en 34 matchs pour 2,53 points, 1,67 rebond, 2,41 passes en phase régulière puis 1,28 points, 0,57 rebond, 0,86 passe en 7 minutes 7 lors des 7 matchs de playoffs qu'il dispute. Lors de ceux-ci, Barcelone s'incline en finale sur le score de trois à zéro face au Saski Baskonia. En Europe, Barcelone remporte la seconde Euroligue de son histoire en triomphant à Paris de l'Olympiakós Le Pirée sur le score de 86 à 68. Lors de cette rencontre Sada inscrit 7 points, capte 3 rebonds, délivre 3 passes en 21 minutes 09. Sur l'ensemble de la compétition, ses statistiques sont de 1,9 points, 1,1 rebond, 1,8 passe en 11 minutes 20.
En 2010-2011, il fait progresser son temps de jeu jusqu'à 16 minutes 5 en Liga ACB, profitant de celui-ci pour marquer 3,68 points, capter 3,11 rebonds et délivrer 1,85 passe. En playoff, ses statistiques sont de 4,5 points, 4,87 rebonds, 3,62 passes en 22 minutes 87. Barcelone remporte un nouveau titre de champion d'Espagne en l'emportant en trois manches, trois à zéro, face à Bilbao. L'objectif du debut était toutefois l'Euroligue : Barcelone a été désigné ville hôte du Final Four. Cependant, en quart de finale, Barcelone est opposé au Panathinaïkos. Après une victoire à domicile, Barcelone s'incline lors de la deuxième rencontre, toujours à Barcelone, puis perd les deux rencontres suivantes en Grèce. Víctor Sada joue 20 matchs dans cette compétition, inscrivant 2 points, captant 2,5 rebonds, et délivrant 2,2 passes.
Après avoir fait partie de la présélection de vingt-quatre joueurs pour le championnat du monde 2010 - compétition dont il est finalement privé sur le choix du sélectionneur Sergio Scariolo, il retrouve la sélection espagnole lors de la préparation au championnat d'Europe 2011. Le sélectionneur décide finalement de sélectionner trois joueurs sur le poste de meneur pour la compétition : Sada accompagne ainsi Jose Manuel Calderon et Ricky Rubio.

## Palmarès

### Titre en club
- Vainqueur de l'Euroligue 2009-2010 (FC Barcelone)
- Vainqueur de l'EuroCoupe 2006-2007 (Girona)
- Champion d'Espagne 2004, 2009, 2011, 2012, 2014 (FC Barcelone)
- Vainqueur de la coupe d'Espagne 2010, 2011 (FC Barcelone)
- Vainqueur de la supercoupe d'Espagne 2004, 2009, 2010 (FC Barcelone)

### Sélection nationale
- Tournoi Olympique de basket-ball masculin
  -  Médaille d'argent aux Jeux olympiques 2012 de Londres.
- Championnat d'Europe
  -  Médaille d'or au Championnat d'Europe 2011.